# Литературный критик
Литературный критик — литератор и учёный, занимающийся литературной критикой, то есть истолкованием и оценкой преимущественно современных произведений, новых явлений и тенденций в художественной литературе с точки зрения современности, — в отличие от литературоведов, занимающихся историей и теорией литературы.
По замечанию Добролюбова: «Иногда художник может и вовсе не дойти до смысла того, что он сам же изображает; но критика и существует затем, чтобы разъяснить смысл, скрытый в созданиях художника, и, разбирая представленные поэтом изображения, она вовсе не уполномочена привязываться к теоретическим его воззрениям». Из «особого, исключительного положения в общественной жизни нашей страны» русской литературы в XIX веке вытекало «своеобразное положение литературной критики, которая выполняла функции не только эстетического, но и социально-политического характера».